# Kinds härad
Kinds härad var ett härad i södra Västergötland, i före detta Älvsborgs län. Kind är ett av de sju härader som givit namn till Sjuhäradsbygden och omfattar de nuvarande kommunerna Svenljunga och Tranemo, och delar av Borås, Ulricehamn och Falkenberg. Häradets areal var 2 206,81 kvadratkilometer varav 2 049,74,83 land.  Centralort är Svenljunga, där ting hölls fram till 1971.

## Geografi
Kind är Västergötlands sydligaste, tillika mest glesbefolkade och till ytan näst största härad. Det omfattar mer än en tiondel av landskapets yta. 
Namnet Kind är ännu i bruk, främst som en gemensam beteckning på de nuvarande kommunerna Svenljunga och Tranemo. Dessa utgör huvuddelen av området för det gamla Kind. 
Kinds härad gränsar i väster till Marks härad, i norr till Ås och Redvägs härader, i öster och sydost till Mo respektive Västbo härad i Småland, samt i sydväst till Faurås härad i Halland.
Området är ett utpräglat platåland som i norr når upp till 353 meter över havet, är huvudsakligen täckt av skogbevuxen, mager morän och är uppdelat av ett nät sprickdalar. Det har riklig nederbörd och hastig skogstillväxt. I östra delen av området finns stora mossar. Bebyggelsen är gles, dock något tätare i Ätradalen.
Från sjön Åsunden i norr genomflyts området av Ätran, som genom Kalvån (Lillån) även avvattnar sjöarna Fegen, Spaden och Kalven längs gränsen i söder.
År 1929 fördelade sig landarealen på 207 km² åker och 1676 km² skogs- och hagmark.

## Befolkningsutveckling
Folkmängden har ända sedan mitten av 1800-talet varit tämligen konstant, och pendlat upp och ner runt 30 000 invånare, men med en stark omfördelning från landsbygden till tätorterna. De senaste årtiondena har en viss folkminskning ägt rum över i stort sett hela området.

## Industri
Historiskt har Kinds härad haft hemindustri, särskilt bleckslageri, slöjd, stickning och sömnad. Gårdfarihandel har i betydande omfattning utgått från området.

## Socknar
Inom Svenljunga kommun

- Hillared
- Holsljunga
- Håcksvik
- Kalv
- Mjöbäck
- Mårdaklev
- Redslared
- Revesjö
- Roasjö
- Sexdrega
- Svenljunga
- Ullasjö
- Örsås
- Östra Frölunda

Inom Tranemo kommun

- Ambjörnarp
- Dalstorp
- Hulared
- Ljungsarp
- Länghem
- Mossebo
- Månstad
- Nittorp
- Sjötofta
- Södra Åsarp
- Tranemo
- Ölsremma

Inom Ulricehamns kommun

- Finnekumla
- Grönahög
- Gällstad
- Marbäck
- Södra Säm
- Tvärred

Inom Borås kommun
- Ljushult
- Dannike

Inom Falkenbergs kommun
- Älvsered
- del av Gunnarp

## Län, fögderier, domsagor, tingslag och tingsrätter
Häradet hörde mellan 1634 och 1998 till Älvsborgs län, därefter till Västra Götalands län. Älvsereds socken är sedan 1971 en del av Hallands län. Församlingarna i häradet tillhörde Göteborgs stift. 
Häradets socknar hörde till följande fögderier:
- 1686-1917 Redvägs och Kinds fögderi
- 1918-1946 Kinds fögderi
- 1946-1966 Svenljunga fögderi för socknar i Borås och Svenljunga kommun samt i Tranemo kommun Södra Åsarp, Månsarps, Länghems, Sjötofta, Ambjörnarps, Mossebo och Tranemo socknar
- 1967-1990 Kinna fögderi för socknarna i Svenljunga kommun
- 1967-1990 Borås fögderi för Ljushults och Dannike socknar
- 1967-1990 Falkenbergs fögderi för Älvsereds socken
- 1967-1990 Ulricehamns fögderi För socknarna i Ulricehamns kommun och Tranemo kommun, från 1946 för Nittorps, Ljungsarps, Ölsremma, Dalstorps och Hulareds socknar

Häradets socknar tillhörde följande domsagor, tingslag och tingsrätter:
- 1680-1947 Kinds tingslag i 
  - 1680-1695 Kinds, Redvägs, Vedens och Ås häraders domsaga
  - 1696-1947 Kinds och Redvägs domsaga
- 1948-1970 Kinds och Redvägs tingslag i Kinds och Redvägs domsaga (dock enbart till 1967 för Dannike socken)
- 1967-1970 Borås domsagas tingslag i Borås domsaga för Dannike socken

- 1971-1996 Sjuhäradsbygdens tingsrätt och dess domsaga för huvuddelen av området
- 1996- Borås tingsrätt och dess domsaga för huvuddelen av området, samt från 1971 för socknarna i Borås kommun

## Häradshövdingar
| Ämbetstid | Namn                                    | Levnadstid |
| --------- | --------------------------------------- | ---------- |
| 1397–1409 | Jöns Bengtsson (Sparre över stjärna)    |            |
| 1413      | Odde Ulfsson                            |            |
| 1421–1434 | Arvid Jönsson (Sparre över stjärna)     |            |
| 1458      | Knut Arvidsson (Sparre över stjärna)    | –1459      |
| 1459–1472 | Arvid Erlandsson (sparre över figur)    |            |
| 1476      | Bror Buth                               |            |
| 1483–1491 | Arvid Knutsson (Sparre över stjärna)    | –1497      |
| 1503      | Olof Arvidsson (Stenbock)               |            |
| 1510      | Lars Nilsson Skumme                     |            |
| 1516–1518 | Knut Håkansson (Tun)                    | –1518      |
| 1518      | Bengt Gylta                             |            |
| 1529–1553 | Severin Kijl                            | –1553      |
| 1553–1571 | Gustaf Olofsson (Stenbock)              | –1571      |
| 1576–1580 | Birger Isaksson (Halvhjort av Älmtaryd) |            |
| 1580–1599 | Erik Gustafsson (Stenbock)              | 1538–1602  |
| 1600–1603 | David Danielsson (Hund)                 |            |
| 1604–1608 | Filip von Scheiding                     |            |
| 1609–1627 | Nils Stiernsköld                        | –1627      |
| 1628–     | Fredrik Stenbock                        | –1652      |
| 1652–1655 | Henrik Burman                           |            |
| 1655–1665 | Carl Anders Pommerenning                |            |
| 1666–1680 | Erik Hård af Segerstad                  |            |